# J. A. O. Preus

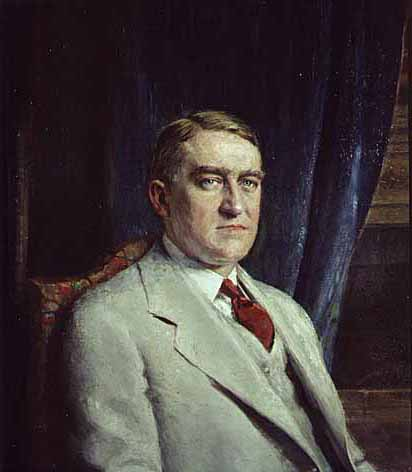
J. A. O. Preus

Jacob Aall Ottesen Preus (* 28. August 1883 im Columbia County, Wisconsin; † 24. Mai 1961 in Minneapolis, Minnesota) war ein US-amerikanischer Politiker und von 1921 bis 1925 Gouverneur des Bundesstaates Minnesota.

## Frühe Jahre und politischer Aufstieg
Jacob Preus besuchte bis 1903 das Luther College in Iowa und studierte dann bis 1906 an der University of Minnesota Jura. Politisch wurde er Mitglied der Republikanischen Partei. Zwischen 1906 und 1909 arbeitete er im Stab des US-Senators Knute Nelson. Zwischen 1909 und 1910 war er Berater des Gouverneurs von Minnesota. In den Jahren 1910 bis 1914 war Preus Versicherungsbeauftragter der Regierung von Minnesota und von 1914 bis 1920 war er Leiter des Rechnungshofes (State Auditor).

## Gouverneur von Minnesota
Am 2. November 1920 wurde Preus zum neuen Gouverneur seines Staates gewählt. Nach einer Wiederwahl im Jahr 1922 konnte er dieses Amt zwischen dem 5. Januar 1921 und dem 6. Januar 1925 ausüben. In seiner Amtszeit wurde das Landwirtschaftsministerium von Minnesota gegründet. Der Ausbau des Straßennetzes wurde vorangetrieben und der Ablauf der Wahlen vereinfacht. Die Farmer wurden mit günstigen Krediten unterstützt.

## Weiterer Lebenslauf
Nach dem Ende seiner Gouverneurszeit zog sich Preus aus der Politik zurück. Er zog nach Chicago in Illinois, wo er in der Versicherungsbranche tätig wurde. Im Jahr 1958 kehrte er nach Minneapolis zurück. Dort war er im Aufsichtsrat einer religiös orientierten Versicherungsgesellschaft, die er 1917 mitbegründet hatte. Jacob Preus starb am 24. Mai 1961. Mit seiner Frau Idella Louise Haugen hatte er zwei Söhne, die beide theologisch tätig wurden: Jacob war von 1969 bis 1981 Präsident der Lutheran Church – Missouri Synod, Robert fungierte von 1974 bis 1989 als Präsident des Concordia Theological Seminary.